# Романешти (Ботошани)
Романешти (рум. Românești) насеље је у Румунији у округу Ботошани у општини Романешти. Oпштина се налази на надморској висини од 64 m.

## Становништво
Према подацима из 2011. године у насељу је живело 1497 становника.